# John Clarke (physicien)
Pour les articles homonymes, voir Clarke.
John Clarke (né le 10 février 1942) est un physicien britannique et professeur de physique expérimentale à l'Université de Californie à Berkeley.

## Biographie
Clarke obtient un BA, un MA et un doctorat en physique de l'Université de Cambridge, à savoir Christ's College, Cambridge et Darwin College, Cambridge en 1964, 1968 et 1968.
Il apporte d'importantes contributions à la supraconductivité et à l'électronique supraconductrice, en particulier dans le développement et l'application de dispositifs supraconducteurs d'interférence quantique (SQUID), qui sont des détecteurs ultrasensibles de flux magnétique. Un projet en cours est l'application de SQUID configurés comme des amplificateurs limités par le bruit quantique pour rechercher l'axion, un composant possible de la matière noire.
Clarke est élu membre de la Royal Society en 1986. Il reçoit le prix Comstock de physique en 1999 et la médaille Hughes en 2004. Il est élu associé étranger de l'Académie nationale des sciences des États-Unis en mai 2012. Il est élu à la Société américaine de philosophie en 2017.